# Louis La Caze
Louis La Caze, doctor en medicina, filántropo y coleccionista, nació en París el 6 de mayo de 1798 y murió en la misma ciudad el 28 de septiembre de 1869. Heredero de una familia distinguida, logró reunir una importante colección de cuadros, que donó al Museo del Louvre, seguramente la mayor donación de un particular recibida por museo alguno.

## Biografía
Hijo de un agente de Bolsa, estudió medicina en la Universidad de París. De joven, abandonó el palacete familiar y se instaló en un cuarto del Barrio Latino. Aficionado al arte, comenzó a frecuentar el taller de artistas como Girodet, Guérin o Géricault, así como las galerías de pintura o los marchantes de arte. Tras graduarse en Medicina, en 1831, continuó sus estudios en clínicas y hospitales vinculados con la Universidad de la Sorbona o con el Collège de France. Durante la pandemia de cólera de 1832, muestra que la enfermedad no es directamente transmisible, compartiendo el lecho de un paciente moribundo. Se le concedió una medalla de honor después de esta epidemia.
Su fortuna le permitió elegir practicar la medicina en beneficio de los más pobres durante 20 años, viviendo una vida de gran sencillez. En 1852 se retiró del hospital con la sensación de que en la batalla entre ciencia y enfermedad, prefería a estos últimos. Fue en esta época cuando pensó en crear premios para alentar a aquellos que lograran evitar los estragos de la tuberculosis y la fiebre tifoidea entre las clases trabajadoras.

## La colección de Louis La Caze
Al dejar la medicina en 1852, La Caze se va a dedicar casi exclusivamente a su segunda vocación, el arte, intentando hallar el acierto que no había obtenido en su lucha contra las enfermedades. Pintor aficionado él mismo, se interesó primeramente por los maestros que devolvían a la naturaleza verosimilitud. Formado en la escuela de Jacques-Louis David, no estaba atraído por el arte de los jóvenes, que encontraba demasiado artificial y aparatoso. Es uno de los primeros amateurs en reivindicar la naturaleza y el color, a volver sin complejos hacia los artistas y la pintura del siglo XVIII. Como pintor aficionado, toma su paleta para intentar reproducir naturalezas muertas, en las que destacan la elección de los asuntos y el vigor de los colores, sus preocupaciones artísticas principales.
En el diario del 8 de mayo de 1859, Edmond y Jules de Goncourt lo definen así:  « enamorado del ragoût y de la tartouillade ». Este gusto por el bodegón le permitió hallar y comprar maestros de grandes escuelas, en especial de la escuela francesa de finales del siglo XVII hasta finales del siglo XVIII, poco apreciados en ese momento. Un cuadro de Chardin, encontrado sobre un muelle del Sena, en Chips, mientras que era estudiante, fue el origen de su colección.
Para la escuela francesa de pintura, tras la adquisición de una primera tela de Chardin, elige a nombres como Greuze, Boucher, Nattier, Pater, Lancret, el Fraile, Larguillère, Rigaud, Le Nain, Fragonard, Watteau, etc. A los cuadros de la escuela francesa, hace falta añadir aquellos de las escuelas flamencas y holandesas, como Rubens, Rembrandt, Téniers, Hals, Fyt, Snyders, Van Ostade, Steen, etc.; de la escuela española, destacan Murillo, Velázquez, Ribera, etc. Para la escuela italiana, Louis La Caze busca el sabor antiguo de los siglos posteriores al Renacimiento, el seicento y el settecento, con pinturas de Tintoretto, Bassan, Luca Giordano, Tiepolo, Pannini, Guardi.
Experto en la búsqueda de pinturas de este período, fue además un comprador exigente, que conseguía siempre buenos precios. Mostró su colección a quien lo quiso, lo que gradualmente aumentó su fama, y atrajo la atención de críticos de arte y aficionados a la pintura. Dedicó toda su pasión a su colección, eligiendo vivir lo más sencillamente posible y transformando su mansión en la calle Cherche-Midi en un depósito de obras de arte. Cuando mostraba sus pinturas, solía decir: "Hay tres tipos de coleccionistas: los que compran las pinturas para poseerlas; los que compran para que los demás no las posean; y en tercer lugar, los que disfrutan y hacen disfrutarlos. Si no tuviera una visión tan baja, habría pasado mucho tiempo desde que los había dado al Louvre; pero hay una barra que impide acercarme y que me hará esperar hasta mi muerte ».
El reconocimiento de colección vino con el préstamo, en 1860, de unas cincuenta obras a una exposición dedicada a la pintura francesa antigua.
Murió de un ataque de apoplejía que le vino mientras comentaba el cuadro Las tres Gracias a un visitante.

## Galería

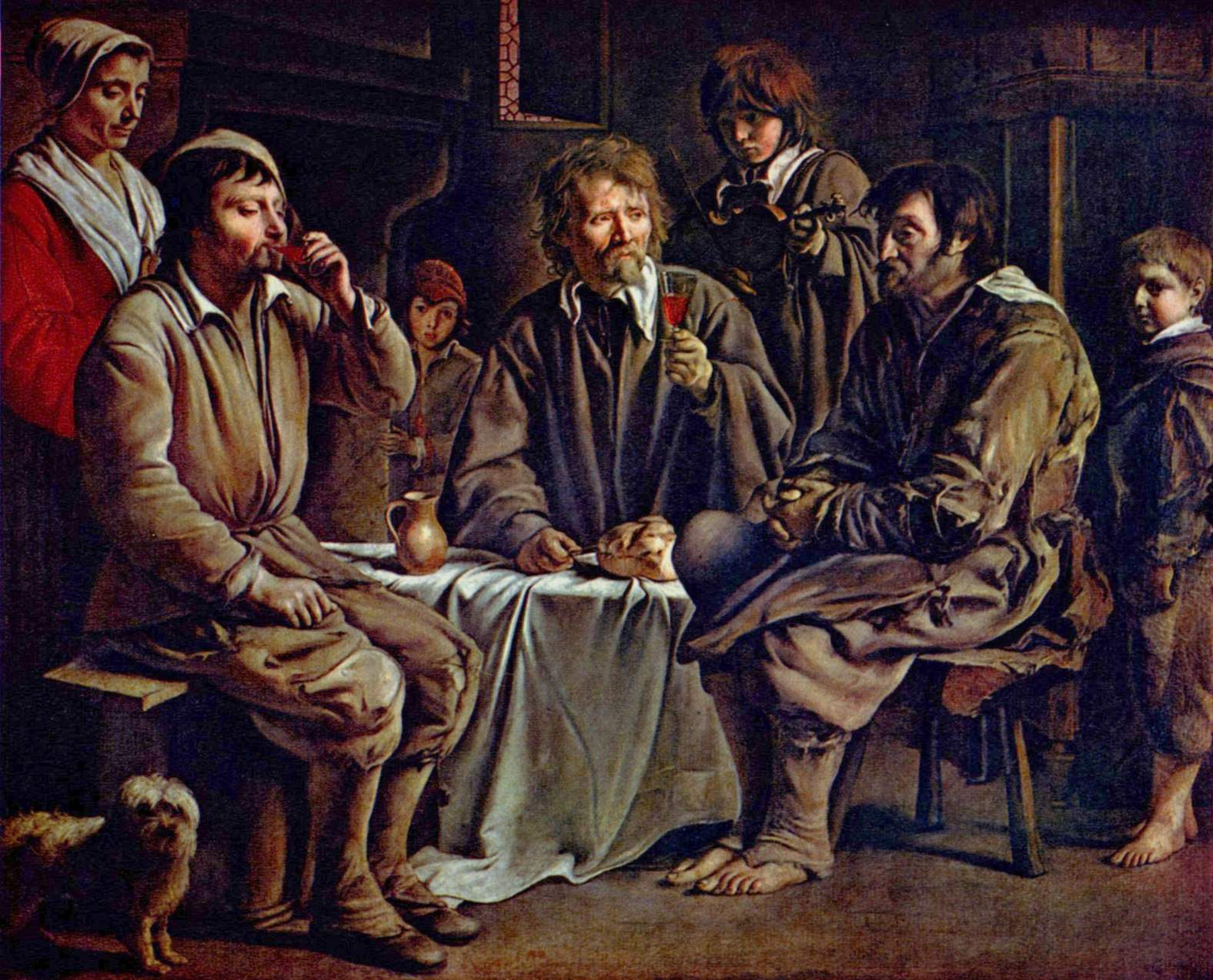
Louis Le Nain Interior de un campesino sencillo
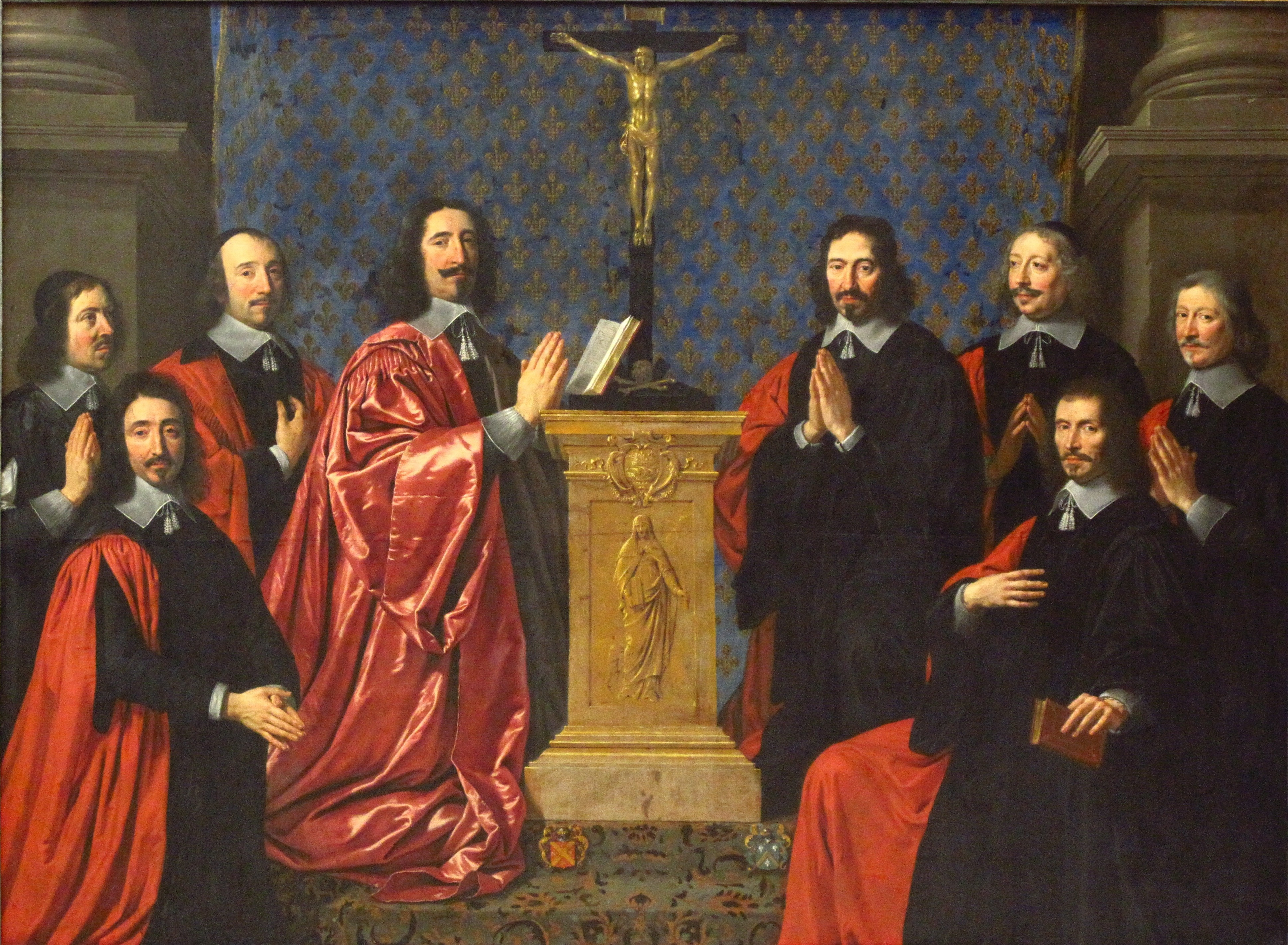
Philippe de Champaigne El preboste de los mercaderes Philippe Le Fréron y los regidores de la ciudad de París
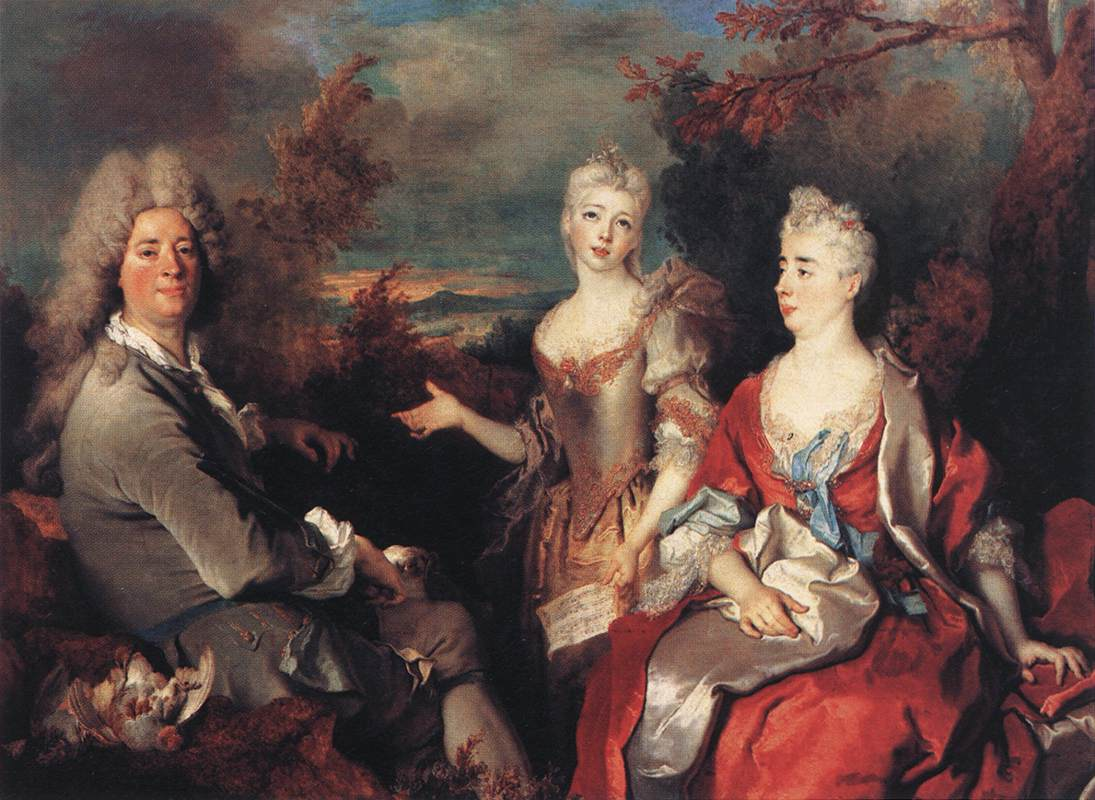
Nicolas de Largillière El pintor y su familia
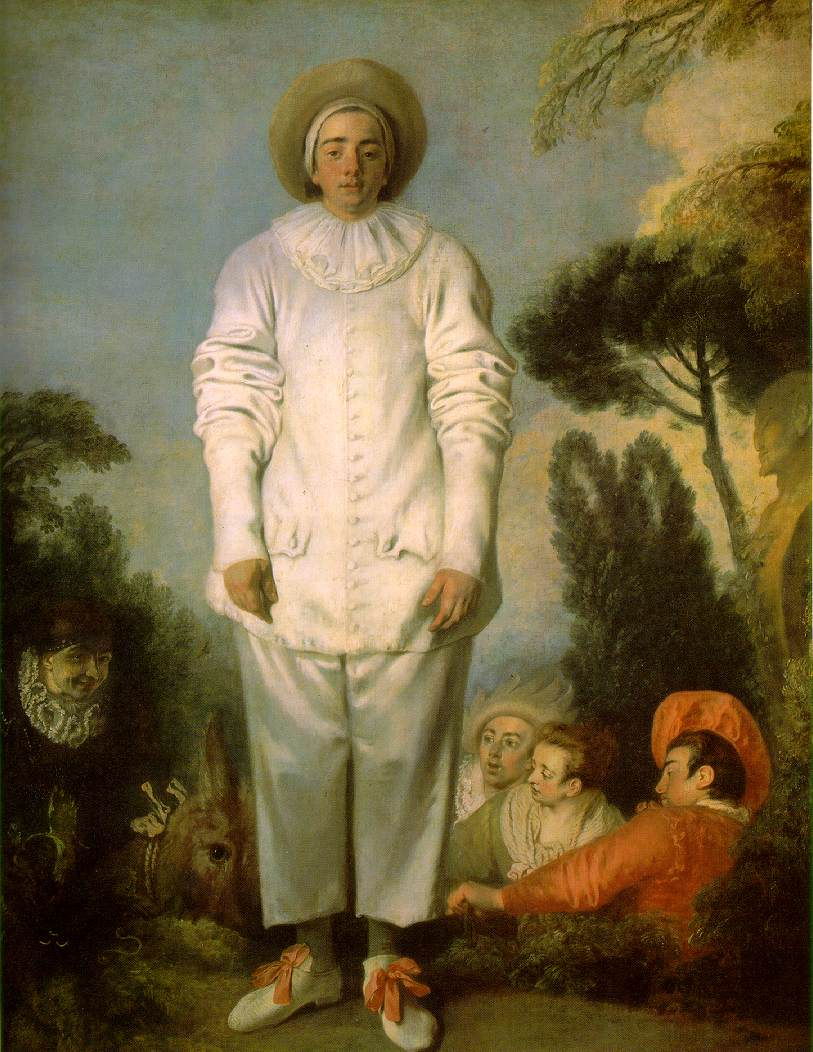
Antoine Watteau Pierrot o Gilles
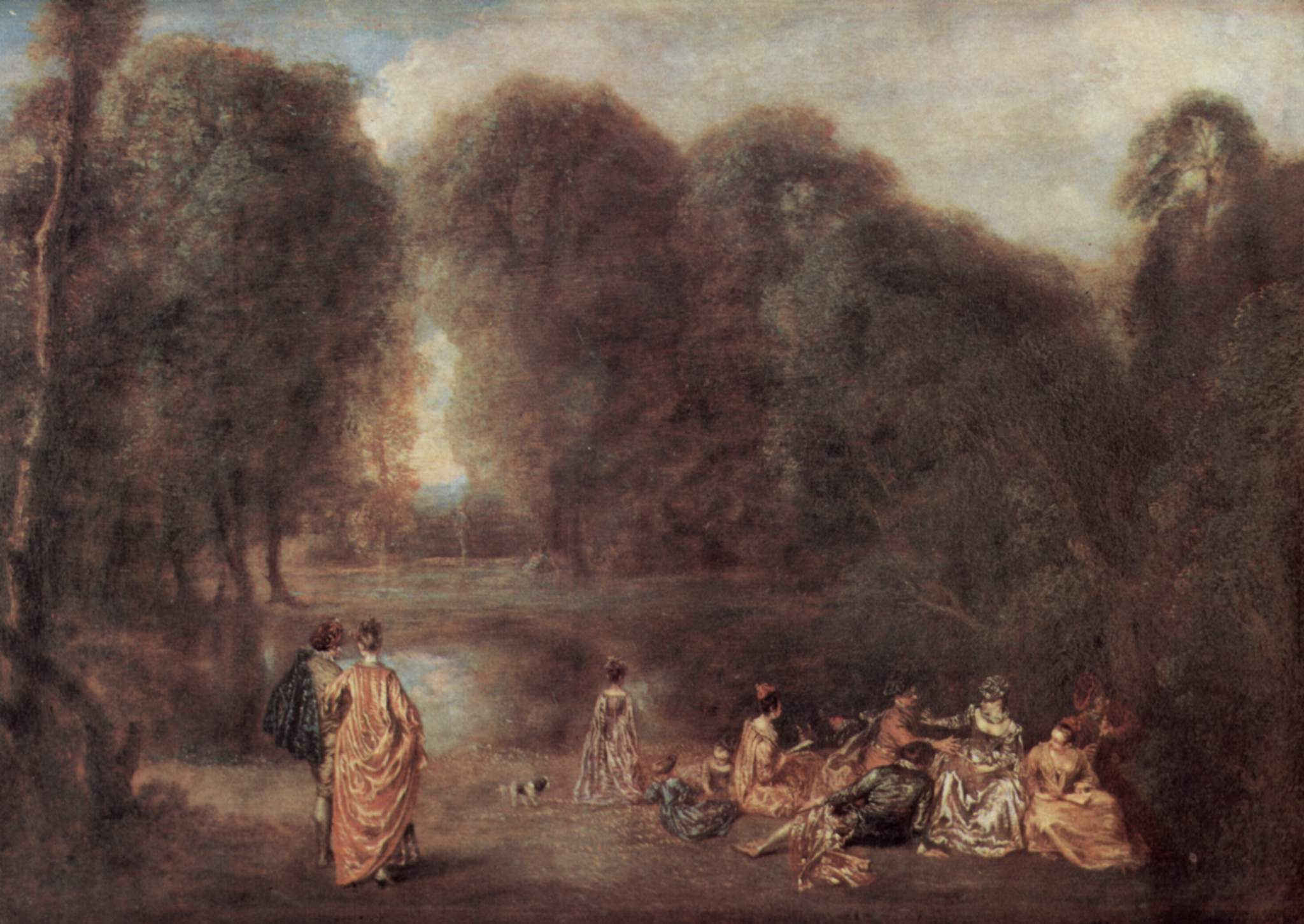
Antoine Watteau Reunión en el parque
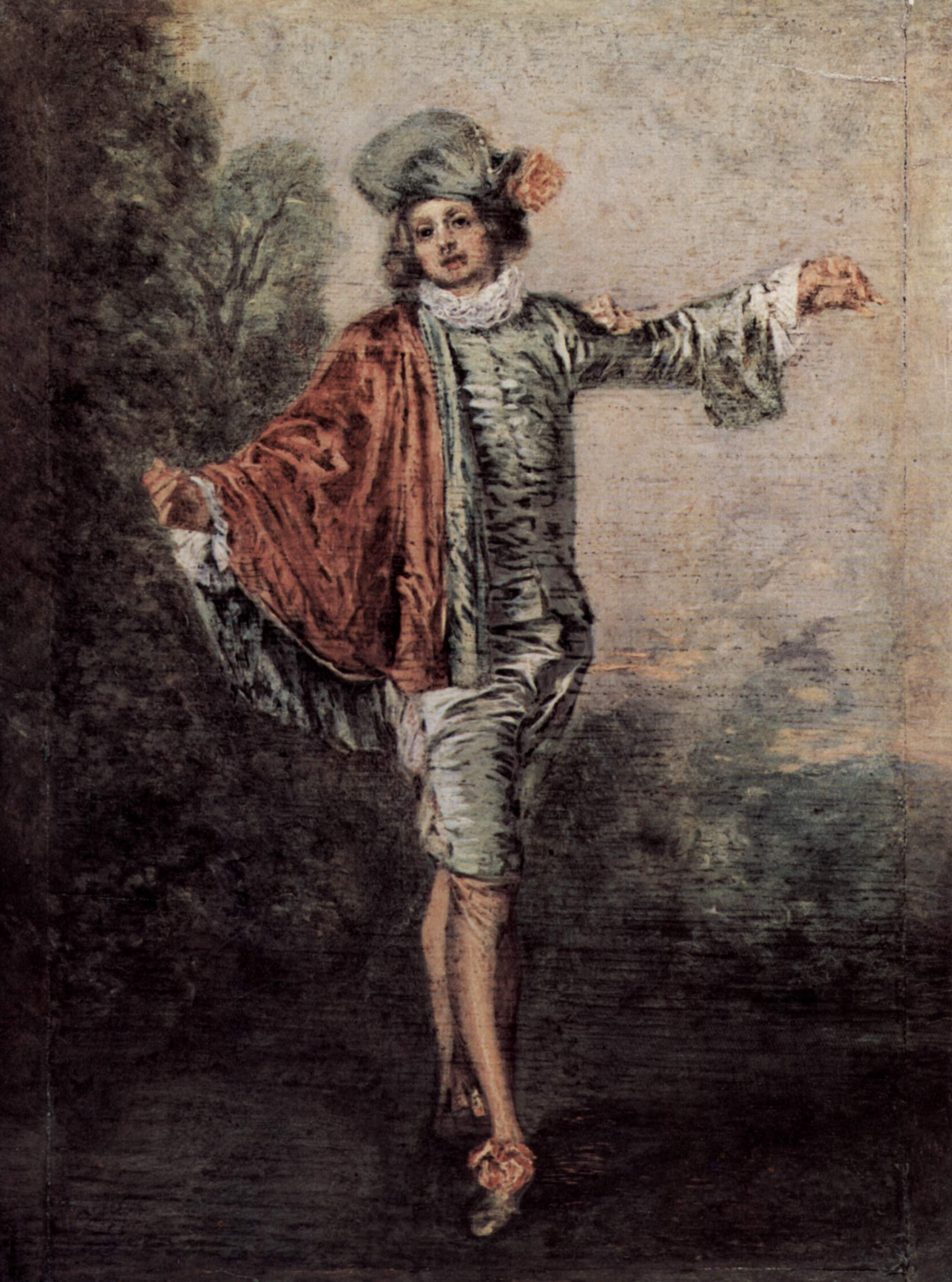
Antoine Watteau La indiferencia
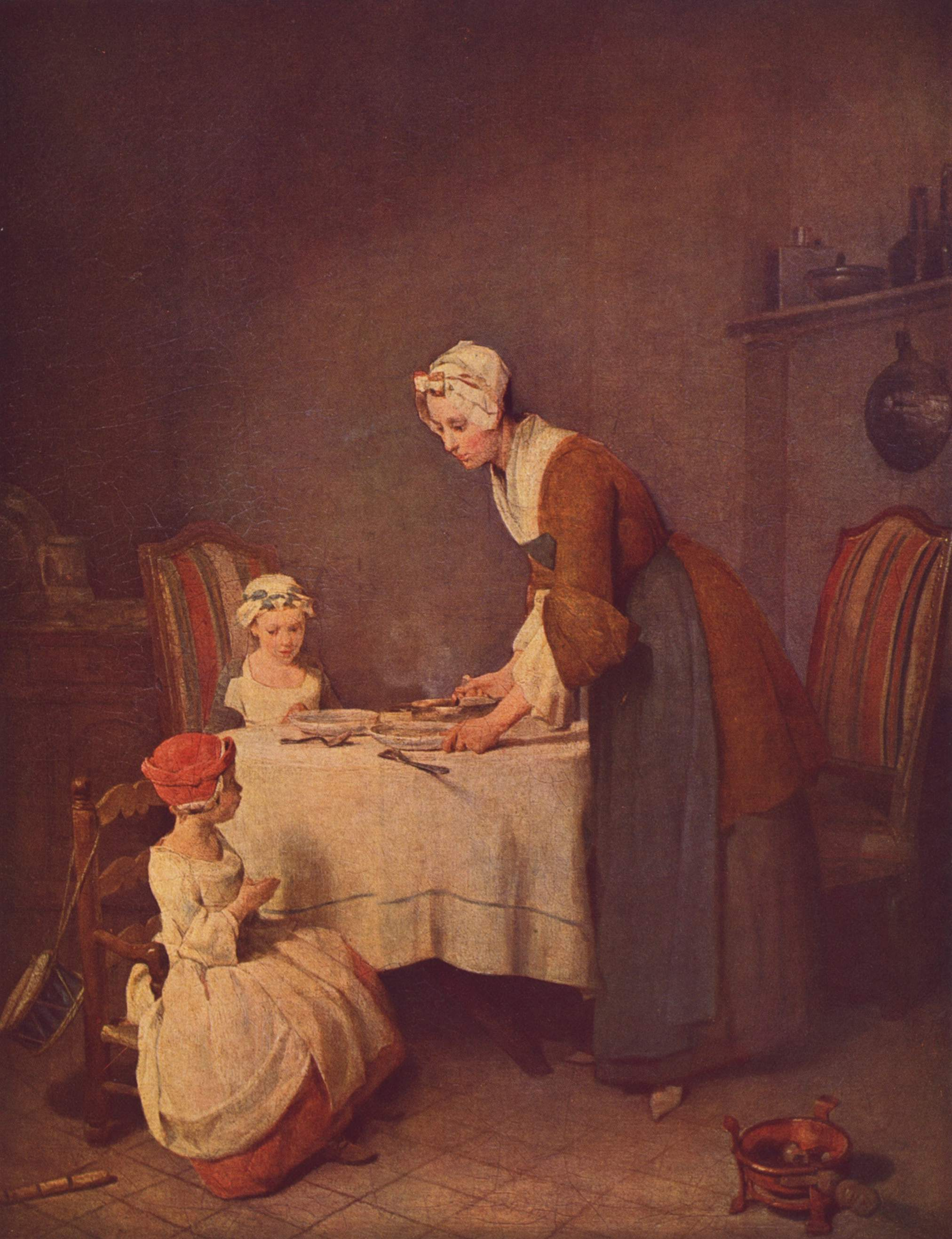
Jean Siméon Chardin Le Bénédicité
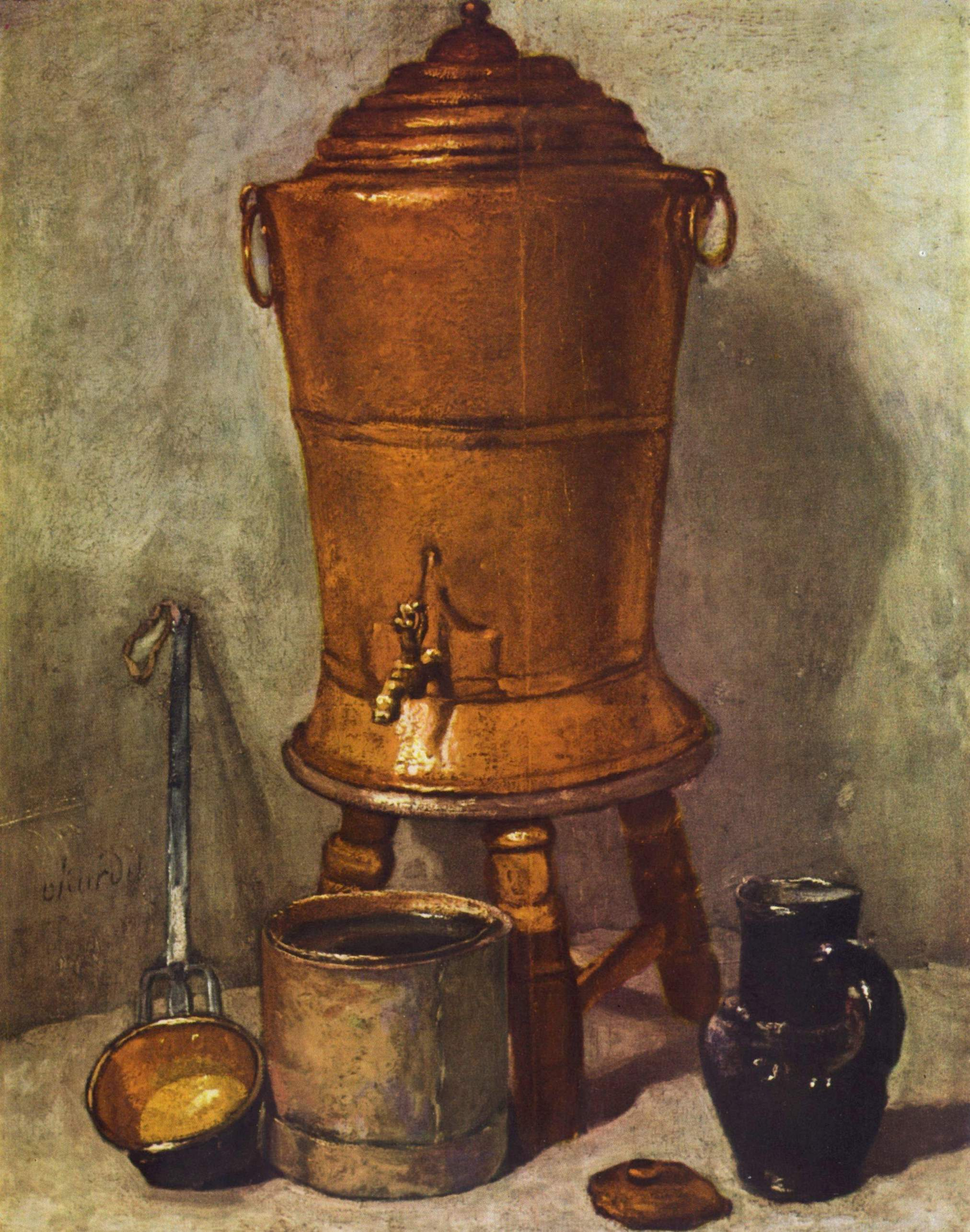
Jean Siméon Chardin La fuente de cobre
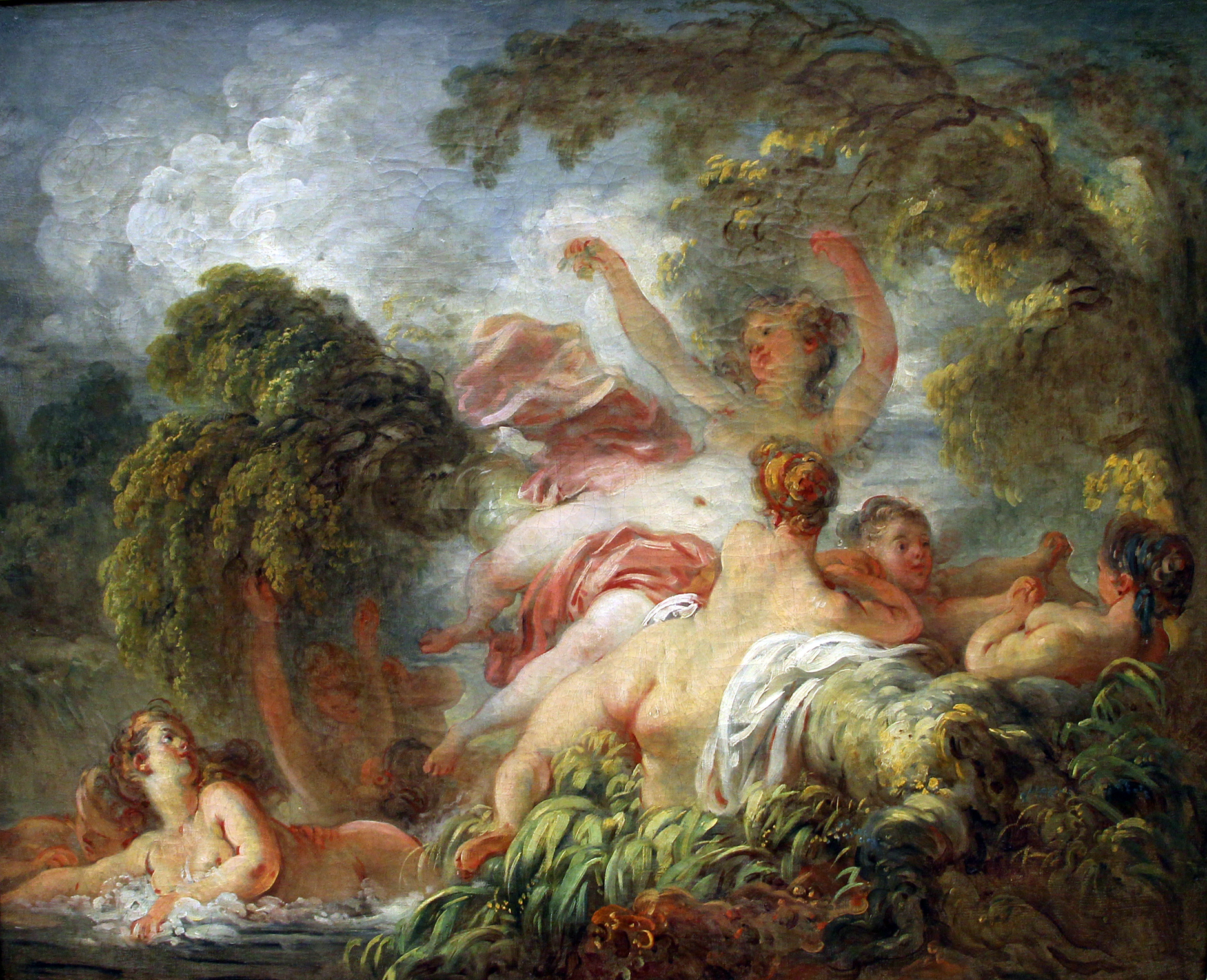
Jean-Honoré Fragonard Los bañistas
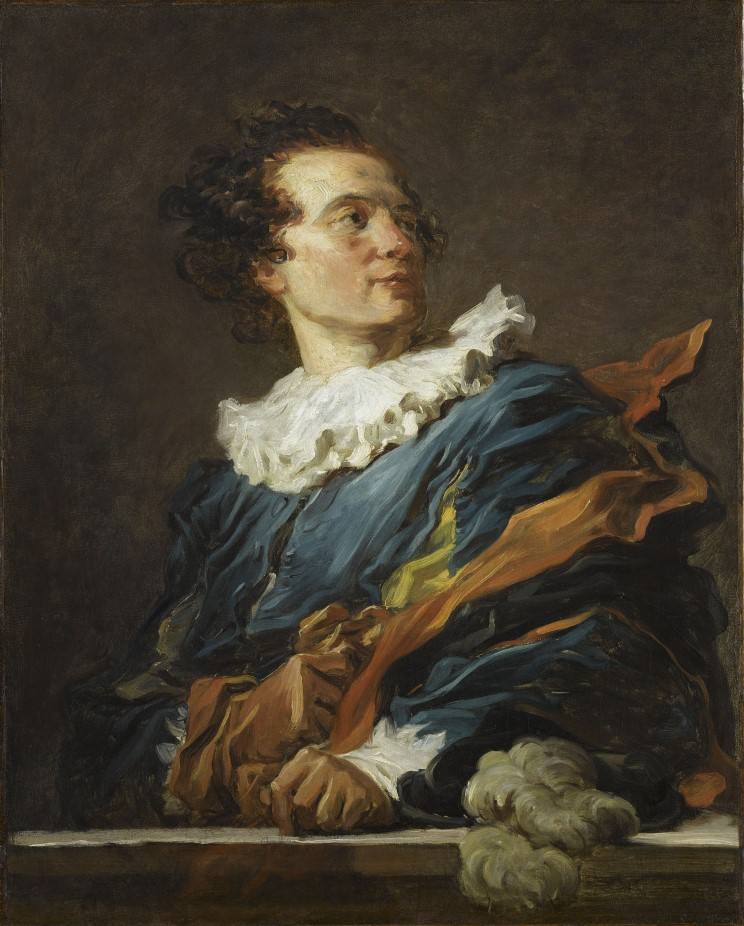
Jean-Honoré Fragonard Retrato del abad del Santo Nombre
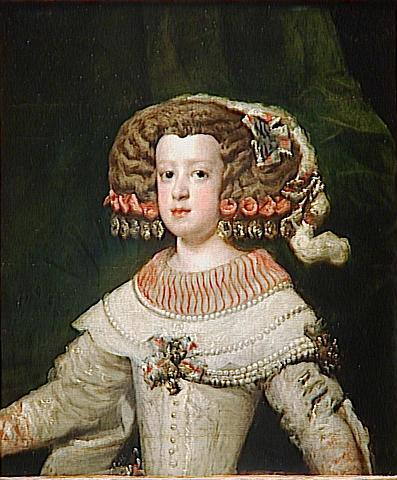
Velázquez (taller) Marie-Thérèse de Austria
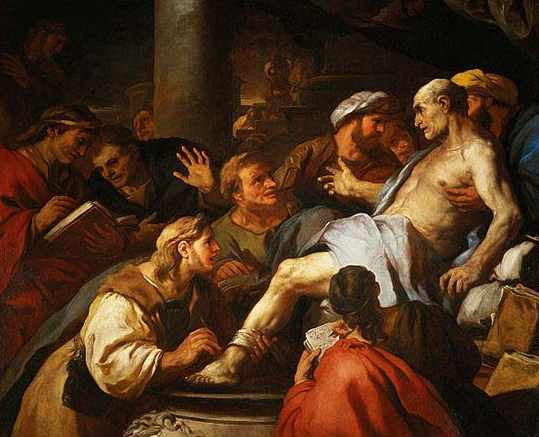
Luca Giordano La muerte de Séneca
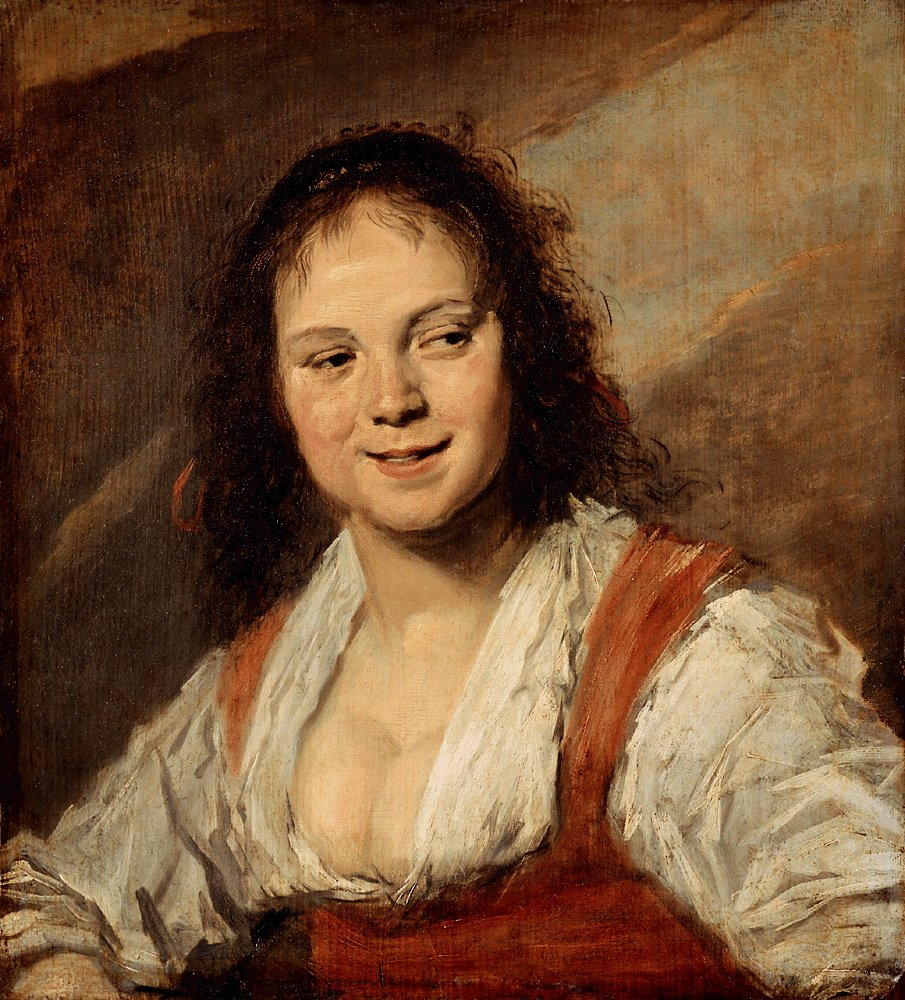
Frans Hals La Bohémienne
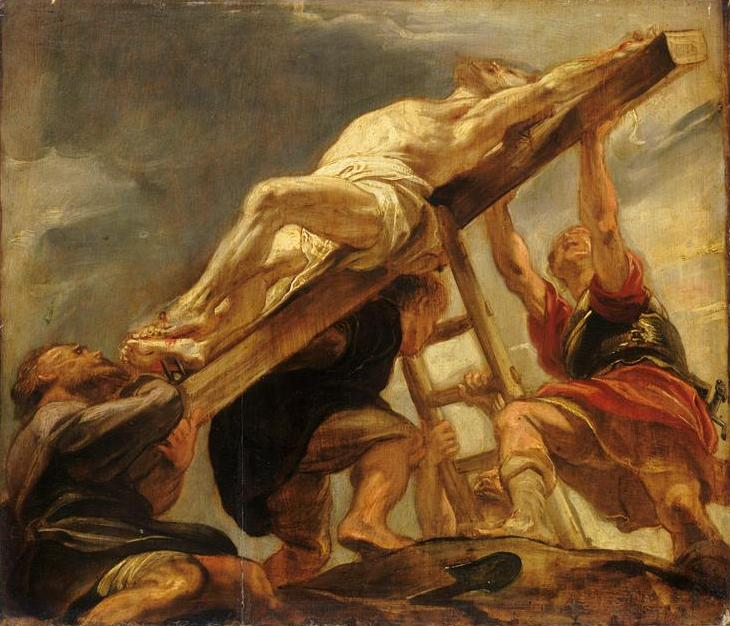
Pedro Pablo Rubens Elevación de la cruz
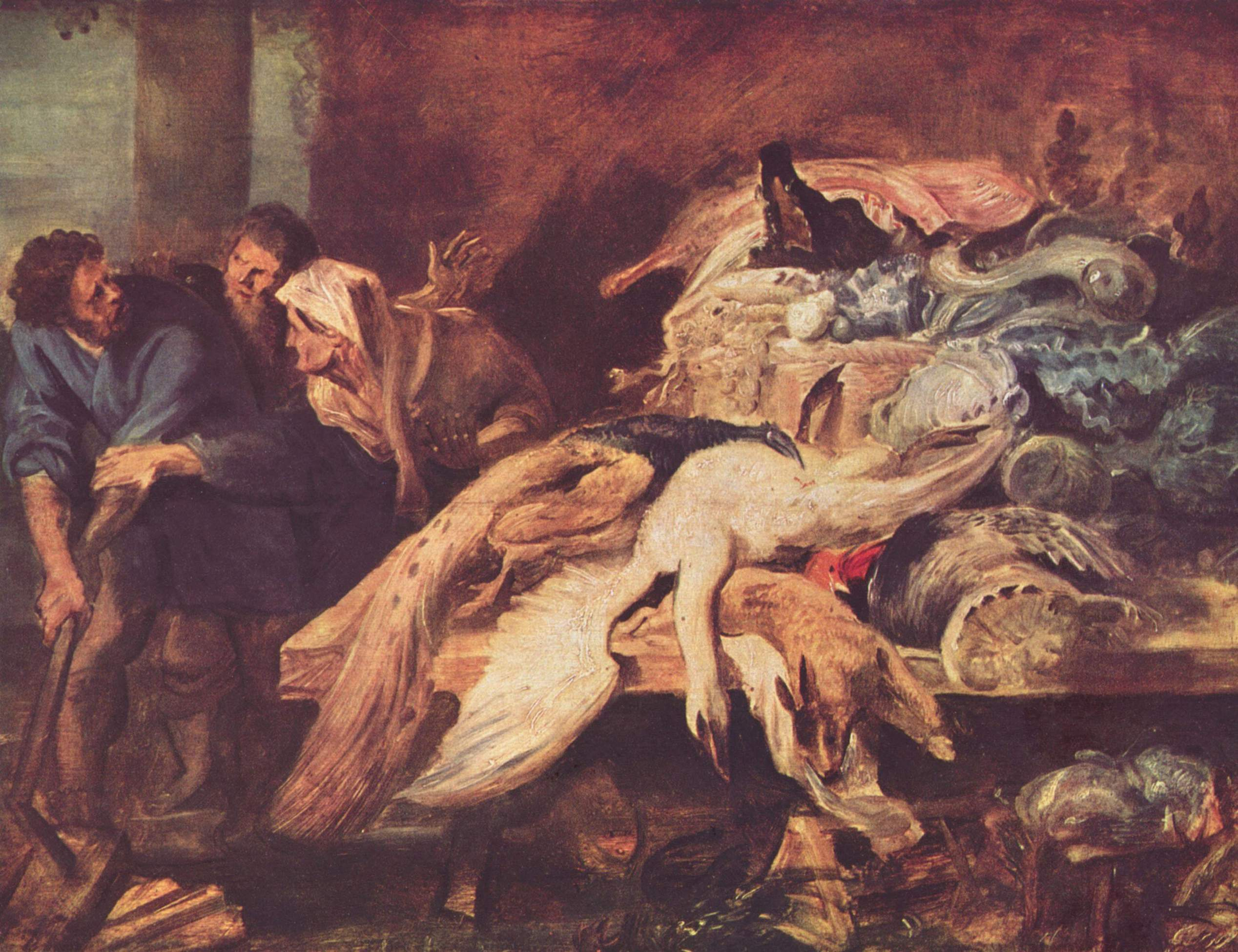
Pedro Pablo Rubens Philopœmen, general de los Aqueos, reconocido por sus huestes en Mégare
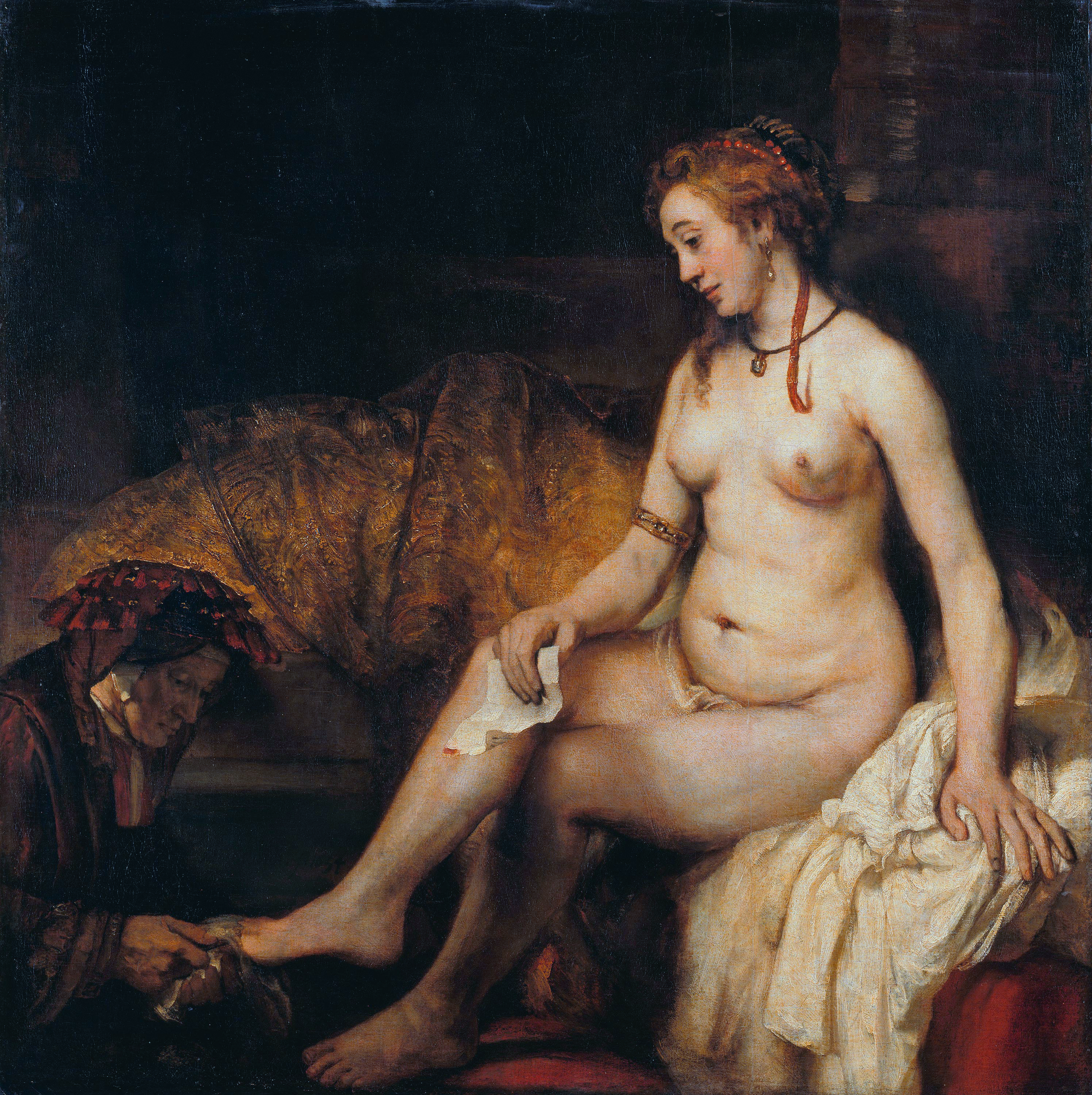
Rembrandt Bethsabée en el baño con la carta de David
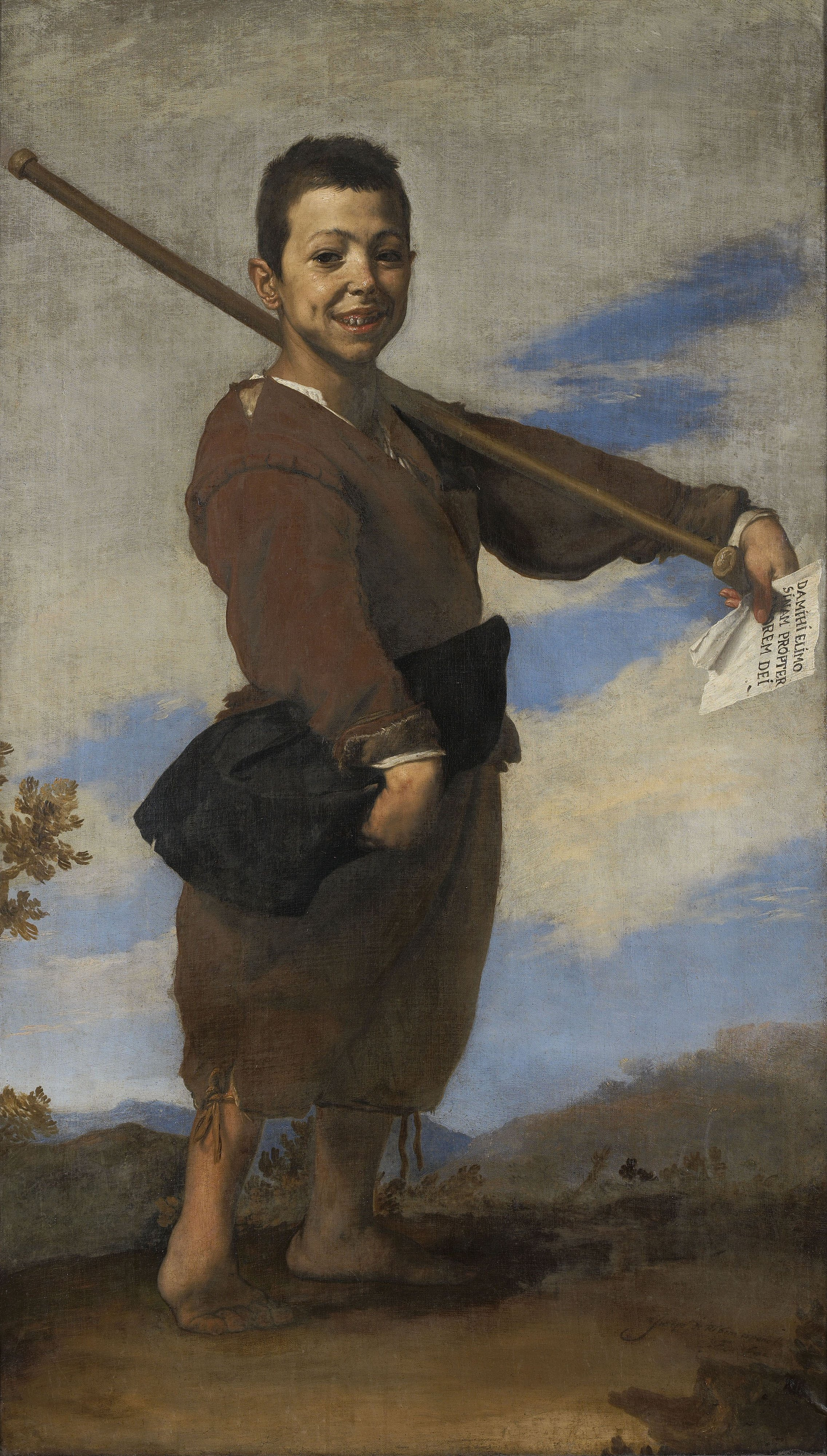
José de Ribera El patizambo

## La donación de La Caze
Hizo su testamento en 1865 por el que legó toda su colección de cuadros al museo del Louvre. De los 583 cuadros de que consta la donación La Caze, 272 pinturas fueron depositadas en el museo del Louvre, mientras que el resto han sido distribuidas entre los museos de provincia, en particular el Museo de Bellas Artes de Pau, ciudad de la que era originaria su familia.
La calidad de su colección ha permitido enriquecer el museo del Louvre con maestros que tenían escasa representación. Por ejemplo, el museo solo tenía una obra de Watteau, el cuadro de recepción de la Academia de pintura. La donación le permitió al museo incrementar la colección hasta nueve cuadros. La escuela francesa se va a enriquecer con cuadros de Jean Siméon Chardin, de Jean-Honoré Fragonard y del mencionado Antoine Watteau. Entre los 272 cuadros, hay 73 cuadros flamencos : 4 cuadros de Adriaen Brouwer, 21 cuadros de David Teniers, varios bocetos de Rubens (El sacrificio de Abraham, La elevación de la cruz, El colofón de la Virgen), cuatro bocetos para el techo de la iglesia de los jesuitas de Anvers, dos cuadros de Anton Van Dyck (Cabeza de anciano, Martirio de san Sebastián), un cuadro de Theodor van Thulden, y varios anónimos.
Además de la donación de su colección de cuadros, ha legado una renta anual de 15 000 francos a la Academia de las Ciencias y de 5 000 francos a la Escuela de Medicina. Precisa en su testamento que estos donativos están hechos para animar la fisiología, la física y la química, con el fin de combatir la tisis y la fiebres tifoideas.